# Kivikari, Janakkala
Kivikari är en ö i Finland. Den ligger i sjön Kankaistenjärvi och i kommunen Janakkala i den ekonomiska regionen  Tavastehus ekonomiska region  och landskapet Egentliga Tavastland, i den södra delen av landet, 90 km norr om huvudstaden Helsingfors. Öns area är 0,2 hektar och dess största längd är 110 meter i öst-västlig riktning.